# Albert Dasnoy
Pour les articles homonymes, voir Dasnoy.
Albert Dasnoy (né à Lierre le 29 septembre 1901 et mort à La Hulpe le 15 février 1992) est un peintre et essayiste belge.

## Biographie
Conseiller à l'Administration des beaux-arts (1950-1972), Albert Dasnoy fut professeur d'histoire de l'art à la Chapelle musicale Reine Elisabeth et, de 1963 à 1969, directeur des émissions «Peinture Vivante» à la Radiodiffusion-télévision belge (INR-RTB).

## Essais
- Les dieux et les hommes, Formes, 1945, illustrations : Charles Leplae; réédition avec une introduction de Philippe Dasnoy, Le Cri, 2000.
- Les beaux jours du romantisme belge, JaRic, 1948
- Le prestige du passé, Gallimard, 1959
- La longueur de temps, J. Antoine, 1976 (Contes)